# Mathias Lundholm
Carl Mathias Lundholm, född omkring 1785 i Stockholm, död hösten 1860 på Osbyholms slott, var en svensk violinist och dirigent.

## Biografi
Lundholms musikaliska begåvning framträdde tidigt och han studerade violin under Édouard du Puy. Omkring 1806 bodde Lundholm i Uppsala och där spelade han ofta tillsammans med bland andra Johann Christian Friedrich Haeffner och Erik Gustaf Geijer musik på soaréer hos den unge studenten Bernhard von Beskow och dennes bror. Innan han fyllt 20 blev Lundholm dirigent vid Maria Elisabet de Broëns teater. Truppen gästspelade både våren 1805 och vid årsskiftet 1805/1806 i Göteborg. Vid det senare tillfället valde Lundholm att stanna i Göteborg. Nu blev han dirigent hos Johan Peter Lewenhagen, vars sällskap spelade i Göteborg under det första halvåret 1806. Lundholm framträdde även som solist under pjäsernas mellanakter och blev på så vis mera känd. Resten av året var han dirigent vid Carl Stenborgs sällskap. Påföljande år stannade Lundholm i Göteborg och var troligen dirigent vid teatern på Sillgatan och anordnade därutöver egna konserter och gav musiklektioner. Man anser även att Lundholm var drivande vid bildandet av Harmoniska Sällskapet 1809.
År 1814 lämnade Lundholm Göteborg och for till musikkonservatoriet i Paris där han i två år studerade vid violinskolan för Pierre Baillot. Efter det att studierna var avslutade, vistades han fyra år i Göteborg. Efter en sista konsert den 28 november 1919 flyttade han så till Bergen, där han kom att tillbringa sju år, och blev bland annat instruktör för tonsättaren och violinisten Ole Bull. Han återkom till Sverige och uppträdde i olika städer och var en tid bofast i Uppsala. Omkring 1832 flyttade han till Lund, där han stannade i flera år och medverkade i det akademiska kapellet, för vilket han blev chef. Han gav musiklektioner, bland annat åt Otto Lindblad. 
Lundholm sägs ha utmärkt sig mera som kvartett- och orkesterspelare än som solist. På äldre dagar bodde han i Jönköping och var verksam som instruktör ända upp i sjuttioårsåldern. Han avled utblottad 1860 vid Osbyholms slott, dit han hade flyttat två år tidigare.